# PSR B1906-59
PSR B1906-59 (PSR J1910-59) es una sistema binario compuesto por un púlsar, PSR J1911-5958A, y una enana blanca, COM J1911-5958A.
Está situado en la constelación del Pavo en dirección al cúmulo globular NGC 6752.
Inicialmente se pensó que este sistema estaba asociado con dicho cúmulo, pero posteriores estudios tienden a descartar que sea así.
Su distancia respecto al sistema solar es de 3,1 ± 0,7 kilopársecs, lo que equivale a unos 10.100 años luz.

## Enana blanca
La enana blanca del sistema tiene magnitud aparente +22,03.
Posee un núcleo de helio y es una enana blanca de baja masa.
Tiene una temperatura efectiva de 10.090 ± 125 K y una gravedad superficial log g = 6,44 cm/s2.
A partir de su temperatura, se ha estimado su tipo espectral como DA5.
Utilizando relaciones radio/masa apropiadas para enanas blancas de helio de baja masa, se han deducido su masa (0,18 ± 0,02 masas solares) y su radio (0,043 ± 0,009 radios solares).

## Púlsar
El púlsar, descubierto en 2001, tiene un período de 3,266182 milisegundos.
La relación de masas q entre el púlsar y su acompañante es de 7,36, lo que permite estimar la masa del primero, igual a 1,40 masas solares.
El período orbital del sistema es de 20 horas y la órbita es extremadamente circular (e < 10-5).